# Watch My Mouth
Watch My Mouth è il secondo album in studio del rapper statunitense Cazwell, pubblicato nel 2009.

## Tracce
1. Watch My Mouth - 3:05
2. Tonight - 3:25
3. All Over Your Face - 5:16
4. Get My Money Back (feat. Lost Daze) - 2:46
5. I Seen Beyoncé (feat. Jonny Makeup) - 3:17
6. Get Into It (feat. Amanda Lepore) - 3:59
7. I Buy My Socks On 14th Street - 3:29
8. The Sex That I Need - 3:46
9. Mission Possible (feat. The Ones) - 3:04
10. Knocked Out - 3:22
11. Limosine (feat. Risqué) - 2:59
12. Gettin' Over - 3:51

Bonus tracks
1. Spin That (Interlude) - 1:33
2. I Buy My Socks On 14th Street (Old School Mix) - 3:22
3. Tonight (Freestyle Mix) - 2:56
4. Get My Money Back (GoodandEvil Mix) (feat. Lost Daze) - 2:48
5. Watch My Mouth (Morgan Page Mix) - 7:14
6. All Over Your Face (Greasy Grimey Two Timey Mix) - 5:50
7. I Seen Beyoncé (Mixmaster F Hot Tracks Mix) (feat. Jonny Makeup) - 5:09